# Alexander Ogando
Alexander Ogando (San Juan (República Dominicana), 3 de mayo de 2000) es un atleta olímpico de República Dominicana que consiguió la medalla de plata en la prueba de 4x400 metros mixtos en pista durante Juegos Olímpicos de Tokio 2020 junto a Lidio Andrés Feliz, Marileidy Paulino y Anabel Medina Ventura.

## Palmarés internacional
| Juegos Olímpicos | Juegos Olímpicos | Juegos Olímpicos | Juegos Olímpicos    |
| Año              | Lugar            | Medalla          | Prueba              |
| ---------------- | ---------------- | ---------------- | ------------------- |
| 2021             | Tokio (Japón)    | Medalla de plata | 4x400 metros mixtos |